# Šarūnas Marčiulionis
Raimondas Šarūnas Marčiulionis (Kaunas, 13. lipnja 1964.), litvanski košarkaš, jedan od prvih europskih igrača u NBA ligi. Sa 196 cm igrao je na poziciji beka šutera. Osvojio je zlatnu olimpijsku medalju u Seulu 1988. u dresu SSSR-a.
Karijeru je započeo u klubu Statyba Vilnius (danas BC Lietuvos Rytas) u dobi od 17 godina. Zaigrao je za Golden State Warriorse 1989. godine i bio član ekipe do 1994. Nakon ozljeda i duže pauze, Marčiulionis je prešao u Seattle SuperSonics 1994., a nakon godine dana u Sacramento Kingse, a NBA karijeru završio je u Denver Nuggetsima nakon sezone 1996./97.
Predvodio je litvansku košarkašku reprezentaciju te gotovo sam tražio sponzore i dobavljače športske opreme. S reprezentacijom je osvojio brončanu medalju na Olimpijskim igrama u Barceloni 1992., iza SAD-a i Hrvatske. Isti uspjeh ponovio je na OI u Atlanti 1996. godine. Osvojio je i srebro na Europskom prvenstvu u Ateni te dobio naslov najboljeg igrača prvenstva (MVP).
Marčulionis je 1993. osnovao Litvansku košarkašku ligu i postao njen prvi predsjednik, a 1999. Sjevernoeuropsku košarkašku ligu, koja se danas zove Baltička košarkaška liga. 
Danas je jedan od najuspješnijih poslovnih ljudi u Litvi. Bavi se hotelijerstvom i vlasnik je hotela u Vilniusu te košarkaške akademije.